# Rostsidig långnäbb
Rostsidig långnäbb (Macrosphenus kempi) är en fågel i familjen långnäbbar inom ordningen tättingar. Arten förekommer i regnskog i västra Afrika från Sierra Leone till Kamerun. Beståndet anses vara livskraftigt.

## Utseende och läte
Rostsidig långnäbb är en udda sångare med lång näbb och ljust öga. Ovansidan är ljus, med suddigt grått på bröstet och unikt rostfärgade flanker. Sången är en melankolisk, porlande serie med stigande eller fallande visslingar. Övriga läten är rätt trastlika.

## Utbredning och systematik
Rostsidig långnäbb förekommer i västra Afrika. Den delas in i två underarter med följande utbredning:
- Macrosphenus kempi kempi – förekommer från Sierra Leone till sydvästra Nigeria
- Macrosphenus kempi flammeus – förekommer i sydöstra Nigeria och västra Kamerun

### Familjetillhörighet
Tidigare placerades långnäbbarna i den stora familjen Sylviidae, men DNA-studier har visat att denna är parafyletisk gentemot andra fågelfamiljer som lärkor, svalor och bulbyler. Sylviidae har därför delats upp i ett antal mindre familjer, däribland familjen afrikanska sångare, där förutom långnäbbar även krombekar inom släktet Sylvietta, samt de monotypiska arterna stråsångare, mustaschsångare, fynbossångare och damarasångare ingår.

## Levnadssätt
Rostsidig långnäbb hittas i regnskog i låglänta områden och lägre bergstrakter. Den ses huvudsakligen i snårig vegetation en bit upp i träden.

## Status och hot
Arten har ett stort utbredningsområde och en stor population med stabil utveckling och tros inte vara utsatt för något substantiellt hot. Utifrån dessa kriterier kategoriserar internationella naturvårdsunionen IUCN arten som livskraftig (LC). Världspopulationen har inte uppskattats men den beskrivs som ovanlig i stora delar av utbredningsområdet, dock lokalt vanlig i Liberia där populationen uppskattas till 300.000 par.

## Namn
Fågelns vetenskapliga artnamn hedrar Robin Kemp (född 1871), engelsk ekonom, naturforskare och samlare av specimen.